# Katarzyna Chojnacka
Katarzyna Wanda Chojnacka z domu Górecka (ur. 22 sierpnia 1975 we Wrocławiu) – polska profesor nauk technicznych, specjalistka w zakresie innowacyjnych agrochemikaliów: nawozów, środków poprawiających wzrost roślin, dodatków paszowych; gospodarki o obiegu zamkniętym.

## Życiorys
Ukończyła Biotechnologię na Wydziale Chemicznym Politechniki Wrocławskiej w 1999. Stopień naukowy doktora uzyskała tamże w 2003 na podstawie dysertacji Usuwanie jonów metali ciężkich przez mikroalgi Spirulina sp. w procesach biosorpcji i bioakumulacji (promotor – Andrzej Noworyta), a doktora habilitowanego w 2008 na podstawie dorobku naukowego, w tym dzieła Badania nad zastosowaniem procesów biosorpcji i bioakumulacji metali. W 2012 otrzymała tytuł profesora w dziedzinie nauk technicznych, a w 2018 – stanowisko profesora zwyczajnego Politechniki Wrocławskiej.
Od 2012 pełni funkcję kierownika Laboratorium Chemicznego Analiz Wielopierwiastkowych. W latach 2016–2017 była wiceprzewodniczącą Rady Nadzorczej Grupa Azoty ZAK S.A. Od lutego 2019 jest prezeską zarządu Centrum Naukowo Badawczego Chemii Agrochemii i Ochrony Środowiska Agrophos. 
Od 2013 jest ekspertką MRiRW w zakresie ocen rejestracyjnych środków ochrony roślin. Jest również aktywną ekspertką NCBiR, Ministerstwa Inwestycji i Rozwoju, NAWA i Slovak Research Agency.
Córka Henryka Góreckiego oraz Heleny Góreckiej. W 1999 wyszła za Andrzeja Chojnackiego. Matka Michała Chojnackiego.